# Cantón de Saint-Germain-Lembron
El cantón de Saint-Germain-Lembron era una división administrativa francesa, que estaba situada en el departamento de Puy-de-Dôme y la región de Auvernia.

## Composición
El cantón estaba formado por dieciséis comunas:
- Antoingt
- Beaulieu
- Boudes
- Le Breuil-sur-Couze
- Chalus
- Charbonnier-les-Mines
- Collanges
- Gignat
- Mareugheol
- Moriat
- Nonette
- Orsonnette
- Saint-Germain-Lembron
- Saint-Gervazy
- Vichel
- Villeneuve

## Supresión del cantón de Saint-Germain-Lembron
En aplicación del Decreto nº 2014-210 de 21 de febrero de 2014, el cantón de Saint-Germain-Lembron fue suprimido el 22 de marzo de 2015 y sus 16 comunas pasaron a formar parte del nuevo cantón de Brassac-les-Mines.